# Hemipodus pectinans
Hemipodus pectinans är en ringmaskart som beskrevs av Hartmann-Schröder 1962. Hemipodus pectinans ingår i släktet Hemipodus och familjen Glyceridae. Inga underarter finns listade i Catalogue of Life.